# Sabine Herpich

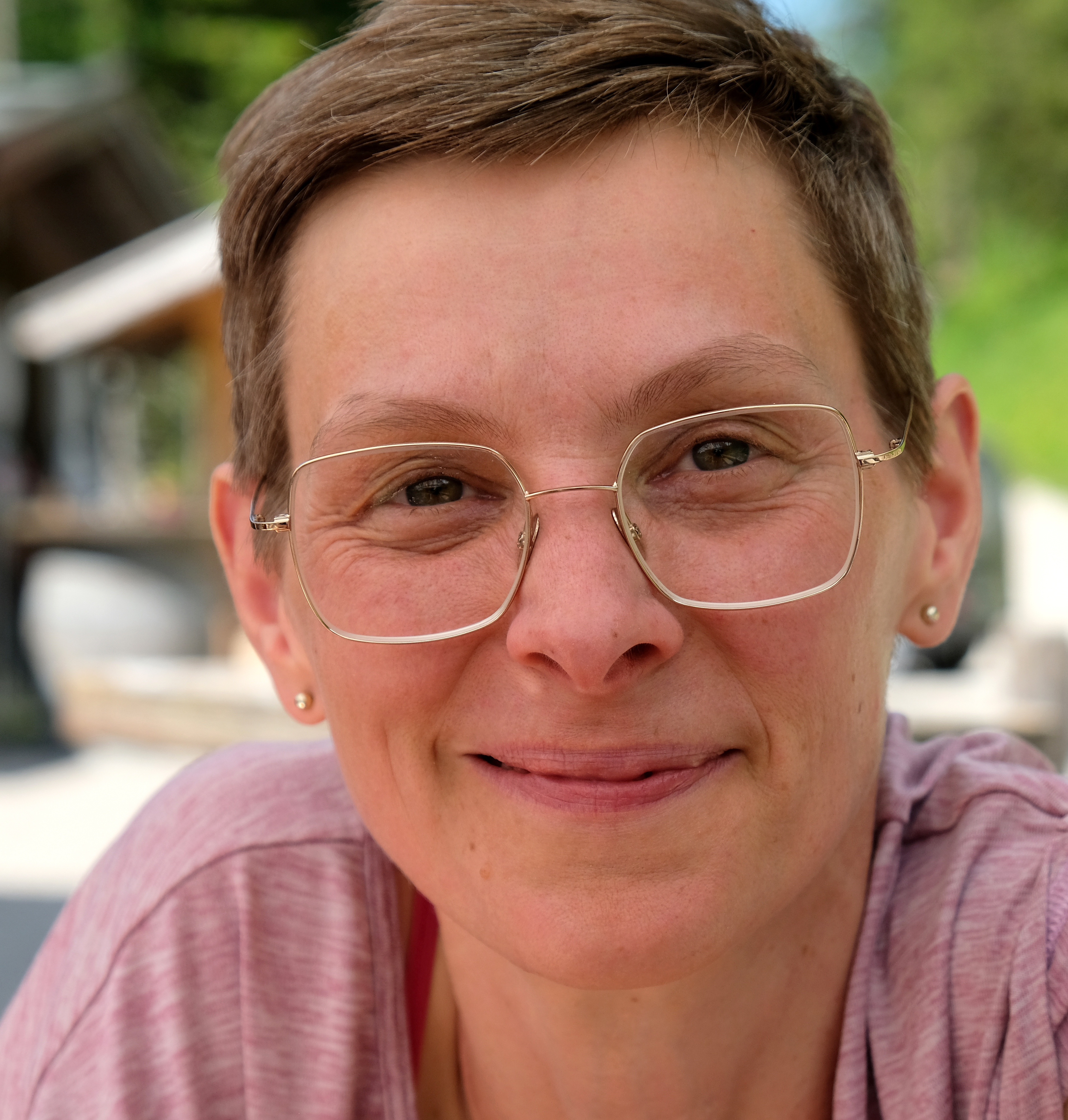
Sabine Herpich 2019

Sabine Herpich (* 2. Oktober 1973 in Bayern) ist eine deutsche Filmregisseurin und Filmeditorin, die überwiegend im Bereich Dokumentarfilm aktiv ist. Sie gehört außerdem zum vierköpfigen Geschäftsführer-Kollektiv des fsk-Kinos und Peripher-Filmverleihs in Berlin.

## Leben und Wirken

### Ausbildung und erste Filme
Sabine Herpich studierte von 1996 bis 2002 Philosophie, Neuere Deutsche Literatur und Soziologie an der Ludwig-Maximilians-Universität in München. Nach ihrem Abschluss zog sie nach Berlin, wo sie zunächst als Filmvorführerin arbeitete.
Mit einem befreundeten Arbeitskollegen entwickelte sie erste eigene Filmideen und bewarb sich 2005 an der Filmarche, einer unabhängigen, selbstorganisierten Filmschule. Da ihr Wunschfach „Dokumentarfilm-Regie“ damals noch nicht angeboten wurde, entschied sie sich stattdessen für den Lehrgang „Schnitt“. Zu ihren Studienkolleginnen gehörte auch die Arche-Mitbegründerin Nora Fingscheidt, deren Kurzspielfilm Auszeit von Herpich montiert wurde.
Einer ihrer ehrenamtlichen Gastdozenten an der Filmarche war Gerhard Schumm, im Hauptberuf Professor an der Filmhochschule Potsdam-Babelsberg. Durch seinen Unterricht inspiriert, entschloss sich Sabine Herpich in Babelsberg ein Zweitstudium zu beginnen. Von 2006 bis 2012 studierte sie dort im Fachbereich „Montage“. Sie montierte mehrere Kurzfilme von Jöns Jönsson und war mit ihm Co-Regisseurin und Co-Autorin des 2011 erschienenen mittellangen Spielfilms Wertingen. Ihre außerhalb der Filmhochschule entstandene Montagearbeit bei Christina Ebelts mittellangem Spielfilm Wanna Be erhielt 2009 eine Nominierung für Bester Schnitt beim Deutschen Kamerapreis.
Sabine Herpich hatte den Wunsch, während ihres Montage-Studiums auch weitere eigene Regiearbeiten zu realisieren, was sich jedoch in der nach Gewerken aufgeteilten Studienplanung als schwierig erwies. Dennoch gelang es ihr, als Diplomprojekt den 97-minütigen Dokumentarfilm Neukölln-Aktiv zu realisieren, in Co-Regie mit Gregor Stadlober. Neukölln-Aktiv beobachtet mit Mitteln des „Direct Cinema“ eine Sozialisierungsmaßnahme für junge Männer ohne Schulabschluss und ohne Aussicht auf einen Ausbildungsplatz, die von einer Sozialarbeiterin und zwei Lehrern „Aktivierungshilfe“ erhalten. Zum ersten Mal bei ihren Projekten war Herpich auch als Kamerafrau für die Bildgestaltung verantwortlich – mit ein Grund, weshalb sie sich für eine statische, ruhig beobachtende Erzählform entschied, die auch gut zum Inhalt des Films passte. Seitdem tritt Herpich bei ihren eigenen Regiearbeiten immer zusätzlich als Kamerafrau und Produzentin in Erscheinung, und montiert die meisten Filme auch selbst.

### Arbeit als Regisseurin, Editorin und Kinoleiterin
Laut eigenem Bekunden plante Sabine Herpich nach dem Studium, von ihrer Arbeit als Editorin zu leben, um bei den eigenen Regie-Projekten „ganz frei“ zu sein, und durch ihre Schnitt-Einnahmen die eigenen Filme mit zu finanzieren. Das gelang ihr wegen der schwankenden Auftragslage jedoch nicht. Erst als sie 2015 das Angebot erhielt, Kollektivmitglied des fsk-Kinos zu werden, wo sie bereits als Studentin gejobbt hatte, stabilisierte sich ihre berufliche Situation. Seitdem führt Herpich zusammen mit Martin Krelker, Barbara Suhren und Christian Suhren die Geschäfte des fsk-Kinos und des angeschlossenen Peripher-Filmverleihs.
Ihr zweiter Langfilm als Regisseurin war der Dokumentarfilm Zuwandern. Das in Co-Regie mit der Migrationsforscherin Diana Botescu entstandene Porträt einer Roma-Familie, die in Berlin an den Institutionen zu zerbrechen droht, gewann beim Filmfestival dokKa in Karlsruhe den Förderpreis Dokumentarfilm.
Es folgten die Künstler-Portraits David (2016) und Ein Bild von Aleksander Gudalo (2018), bei denen Herpich jeweils die Arbeitsabläufe ihrer Protagonisten genau beobachtet: David Laugomer, der sich als Schuhmacher den finanziellen Spielraum für seine Skulpturen ermöglicht, und Aleksander Gudalo, bei dem der Entstehungsprozess eines Gemäldes von Anfang bis Ende begleitet wurde.
Auch in dem Dokumentarfilm Kunst kommt aus dem Schnabel wie er gewachsen ist beobachtet Herpich die Entstehung von Kunst, diesmal als Kollektivportrait: 16 Künstlerinnen und Künstler mit verschiedenen Behinderungen, die in der Spandauer Kunstwerkstatt Mosaik in einem betreuten Rahmen schöpferisch tätig sind, und Werke produzieren, die nicht nur in Ausstellungen zu sehen sind, sondern auch auf dem internationalen Kunstmarkt verkauft werden. Der Film wurde im Rahmen der Berlinale 2020 in der Sektion Forum uraufgeführt.
Ihr Dokumentarfilm Barbara Morgenstern und die Liebe zu Sache hat die Uraufführung im Deutschen Wettbewerb des Internationalen Dokumentarfilmfestivals Leipzig 2024 und kommt im 2025 in die deutschen Kinos.

## Filmografie (Auswahl)

### Regie-Arbeiten
Schlüssel: D = Drehbuch, R = Regie, K = Kamera, M = Montage, P = Produktion
- 2011: Wertingen (mittellanger Spielfilm) – D, R, M, P / Co-Regie & Co-Drehbuch: Jöns Jönsson
- 2012: Neukölln-Aktiv (Dokumentarfilm) – R, K, M, P / Co-Regie: Gregor Stadlober
- 2014: Zuwandern (Dokumentarfilm) – R, K, P / Co-Regie: Diana Botescu
- 2016: David (Dokumentarfilm) – R, K, P
- 2018: Ein Bild von Aleksander Gudalo (mittellanger Dokumentarfilm) – R, K, M, P
- 2020: Kunst kommt aus dem Schnabel wie er gewachsen ist (Kino-Dokumentarfilm) – R, K, M, P / Co-Produktion: Tobias Büchner
- 2021: Ulrike Damm schreibt (kurzer Dokumentarfilm)
- 2024: Barbara Morgenstern und die Liebe zur Sache (Kino-Dokumentarfilm)

### Montage-Arbeiten
- 2006: I Say Hello, You Say Goodbye (Kurz-Spielfilm) – Regie: Arne Kohlweyer[20]
- 2007: Der Stein hat ein Gedächtnis (Kurz-Dokumentarfilm) – Regie: Jöns Jönsson
- 2008: Auszeit (Kurz-Spielfilm) – Regie: Nora Fingscheidt
- 2009: Das Meer (Havet) (Kurz-Spielfilm) – Regie: Jöns Jönsson
- 2009: Wanna Be (mittellanger Spielfilm) – Regie: Christina Ebelt
- 2013: Back to Ghana (Dokumentarfilm) – Regie: Jule Cramer
- 2014: Die Unsichtbaren (Dokumentarfilm) – Regie: Benjamin Kahlmeyer

## Auszeichnungen
- 2020: 3Sat-Dokumentarfilmpreis für Kunst kommt aus dem Schnabel wie er gewachsen ist im Rahmen der 44. Duisburger Filmwoche
- 2010: Deutscher Kamerapreis: Nominierung Bester Schnitt für Wanna Be
- 2014: dokKa-Förderpreis Dokumentarfilm für Zuwandern
- 2024: VER.DI Preis für Solidarität, Menschlichkeit und Fairness. Nominierung für Barbara Morgenstern und die Liebe zur Sache. DOK Leipzig.